# RTV Judoteam
Das RTV Judoteam, bekannt als das Remscheider TV Judoteam, stammt aus dem Remscheider Turnverein von 1861 (Korp.) und ist ein Sportverein der Stadt Remscheid.

## Geschichte
Der Verein hat seinen Ursprung im Jahr 2012. Unter dem Namen Remscheider TV Judoteam ging die Mannschaft 2012 in der Kreisliga (zweite Bezirksliga) erstmals an den Start. Unter Trainer Torsten Kortwig gelang ein Jahr später der Aufstieg in die Bezirksliga. In nahezu identischer Formation stieg das Team 2014 in die Landesliga auf. Im selben Jahr tätigte Gründer und Manager Cedric Pick die erste internationale Verpflichtung, indem er den niederländischen Nationalmannschaftsathleten Junior Degen nach Remscheid holte. Mit ihm als Kapitän stieg die Mannschaft 2016 zunächst in die Verbandsliga und ein Jahr später in die Oberliga auf. Dort angekommen wurde ein Trainerwechsel vollzogen: Torsten Kortwig übergab das Amt auf eigenen Wunsch hin an Benjamin Klöckner, der zuvor selber noch für das RTV Judoteam auf die Matte ging. Auch weitere, zum Teil hochkarätige Neuzugänge, fanden den Weg nach Remscheid. Infolgedessen feierte die Mannschaft 2018 den Aufstieg in die NRW-Liga. Dort angekommen gelang 2019 der Durchmarsch in die 2. Bundesliga.
Vor dem Start der Saison bat Benjamin Klöckner um einen Wechsel auf der Trainerposition. Für ihn übernahm Peter Degen (Vater des Kapitäns Junior Degen). Bis er die Judoka aber erstmals vom Mattenrand aus coachen konnte, verging über ein Jahr, denn 2020 wurde der Ligabetrieb aufgrund der COVID-19-Pandemie eingestellt. Bevor 2021 der Ligabetrieb wieder aufgenommen wurde, wechselten Johannes Frey und Karl-Richard Frey ins Bergische Land. Beide gewannen ein paar Monate nach ihrem Wechsel die Bronzemedaille mit dem deutschen Mixed-Team bei den olympischen Sommerspielen in Tokio. Im selben Jahr führte Trainer Peter Degen das RTV Judoteam zur Meisterschaft in der 2. Bundesliga. Verlustpunktfrei stieg die Mannschaft in die Bundesliga auf. Um auf bundesweiter Ebene konkurrenzfähig zu sein, rüstete Manager Cedric Pick den Kader weiter auf. Sowohl deutsche, als auch international erfolgreiche Athleten gingen ab sofort für das Remscheider TV Judoteam an den Start, u. a. der Vize-Europameister von 2018, Sami Chouchi, und der Weltmeister von 2017, Alexander Wieczerzak.
Im Januar 2022 wurde das Remscheider TV Judoteam aus dem Gesamtverein Remscheider TV ausgegliedert und in die RTV Judoteam UG (haftungsbeschränkt) umfirmiert. Erster Geschäftsführer war Rene Endres.
Im ersten Jahr in der ersten Bundesliga, 2022, erkämpfte sich die Mannschaft als Aufsteiger den sechsten Platz in der Nordgruppe. 2023 gewann das Team u. a. das „Nachbarschaftsduell“ in Witten und beendete die Kampfzeit als Tabellendritter der Nordgruppe.
Vor der Saison 2024 wurde ein großer Umbruch beschlossen: Peter Degen übergab das Traineramt an Karl-Richard Frey und Alexander Wieczerzak, die beide ihre Karriere als Athleten beendeten und ein neues Trainerduo beim Erstligisten bilden. Auch der langjährige Kapitän Junior Degen beendete seine Karriere. Neue Kapitäne der Mannschaft wurden Alexander Gabler und Nicolas Kunze. Zudem übergab Rene Endres das Amt des Geschäftsführers an Arthur Hass. Das neu installierte Amt des sportlichen Leiters übernahm Michael Roschedor. Zusammen mit Manager Cedric Pick ist Roschedor auch für die Kaderplanung verantwortlich. Einer der Neuzugänge 2024 ist der Olympiasilbermedaillengewinner Eduard Trippel.
Mit dieser Mannschaft wurde das RTV JUDOTEAM 2024 zum ersten Mal in seiner Geschichte deutscher Meister. Erstmals nach 55 Jahren kommt damit wieder ein deutscher Mannschaftsmeister im Judo aus Nordrhein-Westfalen. Für die Stadt Remscheid war es generell der erste deutsche Meistertitel in einer olympischen Sportart.
Für die Olympischen Sommerspiele 2024 in Paris haben sich sieben Athleten qualifiziert, die in der ersten Bundesliga für das Remscheider TV Judoteam starten: Eduard Trippel, Losseni Kone, Igor Wandtke, Shamil Borchashvilli, David Garcia Torne, Dilshot Khalmatov, Balabay Aghayev und Yashar Najafov.
Das Remscheider TV Judoteam wurde von den Bürgerinnen und Bürgern der Stadt Remscheid mehrmals zur „Mannschaft des Jahres“ gewählt (erstmals 2020).
Neben dem Spitzensport wird beim RTV auch der Nachwuchs gefördert. Die zweite Mannschaft kämpft in der Oberliga. Zudem werden seit August 2021 Kinder und Jugendliche am Talentstützpunkt Bergisches Land in Remscheid gefördert.

## Erfolge
- 2013: Aufstieg in die 1. Bezirksliga
- 2014: Aufstieg in die Landesliga
- 2015: Vizemeister in der Landesliga
- 2016: Aufstieg in die Verbandsliga
- 2017: Aufstieg in die Oberliga
- 2018: Aufstieg in die NRW-Liga
- 2019: Aufstieg in die 2. Bundesliga
- 2021: Aufstieg in die 1. Bundesliga
- 2024: Deutscher Meister